# Aire d'attraction de Carpentras
L'aire d'attraction de Carpentras est un zonage d'étude défini par l'Insee pour caractériser l’influence de la commune de Carpentras sur les communes environnantes.

### Carte

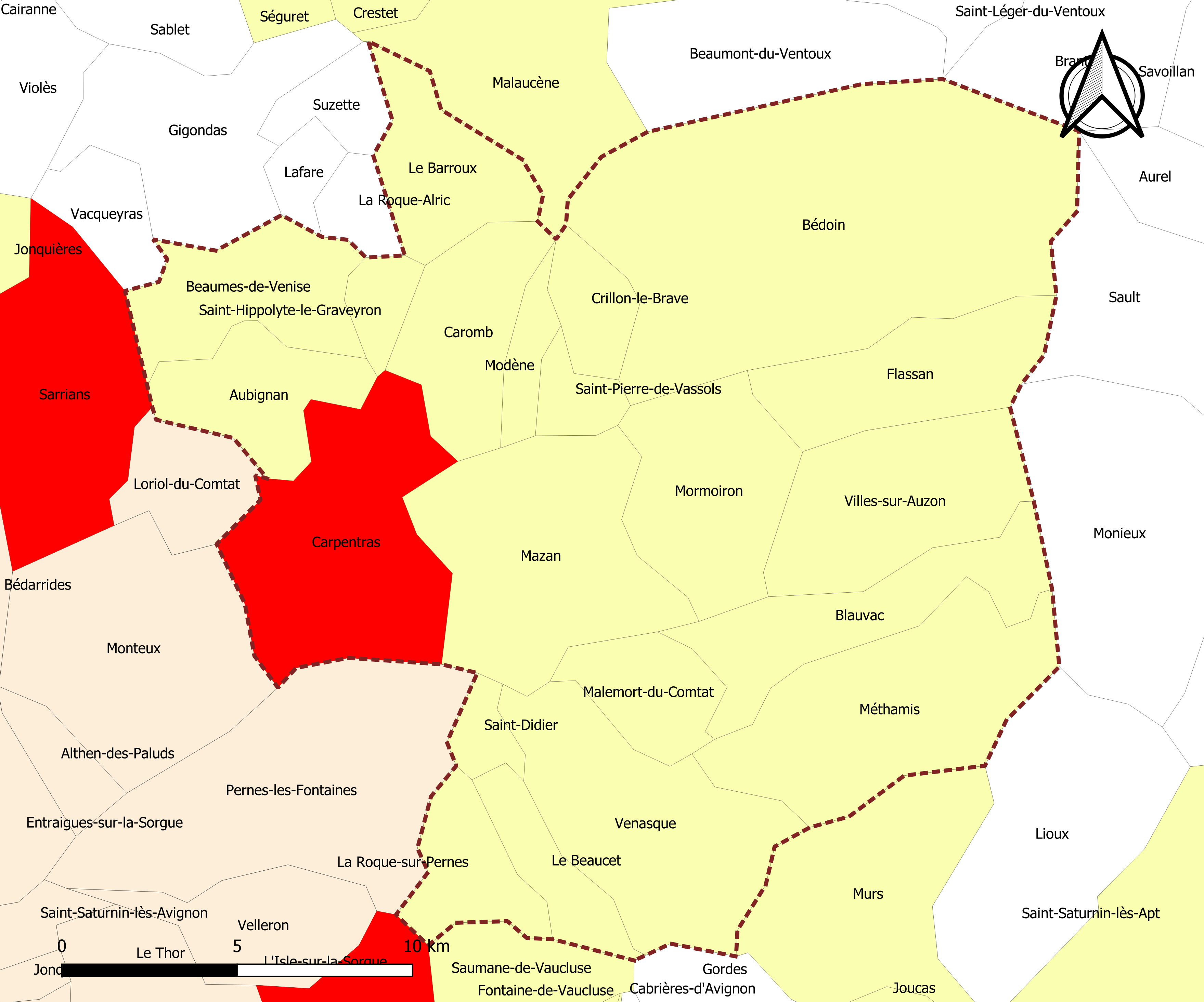
Carte de l'aire d'attraction de Carpentras.
Commune-centre
Commune de la couronne

## Définition
L'aire d'attraction d'une ville est composée d’un pôle, défini à partir de critères de population et d’emploi ainsi que d’une couronne constituée des communes dont au moins 15 % des actifs travaillent dans le pôle. Le pôle d’attraction constitue ainsi un point de convergence des déplacements domicile-travail,.

## Géographie
L’aire d'attraction de Carpentras est une aire intra-départementale qui comporte 21 communes en Vaucluse. 

### Composition communale
| Nom                          | Code Insee | Département | Statut                 | Superficie (km2) | Population (dernière pop. légale) | Densité (hab./km2) | Modifier                                    |
| ---------------------------- | ---------- | ----------- | ---------------------- | ---------------- | --------------------------------- | ------------------ | ------------------------------------------- |
| Carpentras (commune-centre)  | 84031      | Vaucluse    | commune-centre         | 37,92            | 30 854 (2022)                     | 814                | modifier les données · modifier les données |
| Aubignan                     | 84004      | Vaucluse    | commune de la couronne | 15,70            | 5 962 (2022)                      | 380                | modifier les données · modifier les données |
| Le Barroux                   | 84008      | Vaucluse    | commune de la couronne | 16,04            | 663 (2022)                        | 41                 | modifier les données · modifier les données |
| Le Beaucet                   | 84011      | Vaucluse    | commune de la couronne | 9,04             | 381 (2022)                        | 42                 | modifier les données · modifier les données |
| Beaumes-de-Venise            | 84012      | Vaucluse    | commune de la couronne | 18,89            | 2 428 (2022)                      | 129                | modifier les données · modifier les données |
| Bédoin                       | 84017      | Vaucluse    | commune de la couronne | 91,03            | 3 077 (2022)                      | 34                 | modifier les données · modifier les données |
| Blauvac                      | 84018      | Vaucluse    | commune de la couronne | 20,80            | 555 (2022)                        | 27                 | modifier les données · modifier les données |
| Caromb                       | 84030      | Vaucluse    | commune de la couronne | 17,98            | 3 469 (2022)                      | 193                | modifier les données · modifier les données |
| Crillon-le-Brave             | 84041      | Vaucluse    | commune de la couronne | 7,63             | 489 (2022)                        | 64                 | modifier les données · modifier les données |
| Flassan                      | 84046      | Vaucluse    | commune de la couronne | 20,60            | 455 (2022)                        | 22                 | modifier les données · modifier les données |
| Malemort-du-Comtat           | 84070      | Vaucluse    | commune de la couronne | 11,92            | 1 952 (2022)                      | 164                | modifier les données · modifier les données |
| Mazan                        | 84072      | Vaucluse    | commune de la couronne | 37,92            | 6 272 (2022)                      | 165                | modifier les données · modifier les données |
| Méthamis                     | 84075      | Vaucluse    | commune de la couronne | 36,81            | 453 (2022)                        | 12                 | modifier les données · modifier les données |
| Modène                       | 84077      | Vaucluse    | commune de la couronne | 4,73             | 461 (2022)                        | 97                 | modifier les données · modifier les données |
| Mormoiron                    | 84082      | Vaucluse    | commune de la couronne | 25,03            | 1 882 (2022)                      | 75                 | modifier les données · modifier les données |
| La Roque-sur-Pernes          | 84101      | Vaucluse    | commune de la couronne | 11,03            | 431 (2022)                        | 39                 | modifier les données · modifier les données |
| Saint-Didier                 | 84108      | Vaucluse    | commune de la couronne | 3,62             | 2 192 (2022)                      | 606                | modifier les données · modifier les données |
| Saint-Hippolyte-le-Graveyron | 84109      | Vaucluse    | commune de la couronne | 4,94             | 170 (2022)                        | 34                 | modifier les données · modifier les données |
| Saint-Pierre-de-Vassols      | 84115      | Vaucluse    | commune de la couronne | 4,93             | 504 (2022)                        | 102                | modifier les données · modifier les données |
| Venasque                     | 84143      | Vaucluse    | commune de la couronne | 35,01            | 1 069 (2022)                      | 31                 | modifier les données · modifier les données |
| Villes-sur-Auzon             | 84148      | Vaucluse    | commune de la couronne | 27,08            | 1 292 (2022)                      | 48                 | modifier les données · modifier les données |

## Démographie
Cette aire est catégorisée dans les aires de 50 000 à moins de 200 000 habitants, une catégorie qui regroupe 18,4 % de la population au niveau national,.